# Patrik Sinkewitz
Patrick Sinkewitz (Fulda, 20 ottobre 1980) è un ex ciclista su strada tedesco, professionista dal 2001 al 2014, squalificato per doping fino al 16 agosto 2024.

## Carriera

### Gli esordi e i primi anni da professionista
Iniziò nella categoria dilettanti con la Mapei-Quick·Step TT3, passando professionista nel 2001 con la Mapei-Quick Step (la "prima squadra") dopo alcuni mesi di tirocinio. Nel 2002 ottenne la prima vittoria al Grand Prix Winterthur, in Svizzera, mentre l'anno seguente, con lo scioglimento della Mapei, si trasferì alla neonata Quick Step-Davitamon. Nel 2004 vinse il Giro di Germania e la Japan Cup, mentre al Tour de France 2005, prima partecipazione per lui, non brillò, finendo 59º.
Per il 2006 passò alla T-Mobile, con cui nel corso della primavera conseguì buoni risultati. Nella Parigi-Nizza chiuse 41º, mentre fu quarto alla Vuelta al País Vasco, classificandosi tra i primi cinque in due tappe; nelle settimane seguenti si mise in luce nelle classiche del Nord, piazzandosi quinto all'Amstel Gold Race, quinto alla Freccia Vallone e quarto alla Liegi-Bastogne-Liegi. Al Tour de France 2006 concluse invece 23º (in seguito 22º per la squalifica di Floyd Landis).

### 2007-2010: la prima squalifica e il rientro alle corse
Trasferitosi per il 2007 tra le file del team Astana, si dovette ritirare dal Tour de France 2007 per una caduta rimediata dopo l'ottava tappa: nell'occasione investì un tifoso e rimediò una frattura scomposta al naso venendo ricoverato all'ospedale di Chambéry. Durante lo stesso Tour risultò poi positivo al testosterone dopo un controllo antidoping a sorpresa effettuato l'8 giugno precedente. In seguito a tale episodio le televisioni pubbliche tedesche ARD e ZDF decisero di sospendere con effetto immediato la diretta televisiva della corsa a tappe francese. Nel settembre successivo, lo stesso Sinkewitz accusò l'italiano Paolo Bettini di avergli procurato la sostanza dopante.
Dopo aver presto ammesso le proprie colpe venne sospeso per un anno, con decorrenza della squalifica al 18 luglio 2009, e multato di 40 000 euro. Tornò alle gare firmando nel novembre 2008 con il team ceco di categoria Professional Continental PSK Whirlpool-Author; al termine del 2009 non gli venne però rinnovato il contratto. A fine maggio 2010 rientrò nuovamente in gruppo firmando per la squadra italo-ucraina ISD-Neri; poco più di tre mesi dopo, all'85º Giro di Romagna a Lugo, arrivò anche la prima vittoria con la nuova maglia.

### 2011-2017: la seconda squalifica
Nel marzo 2011, in seguito a un controllo effettuato il 27 febbraio precedente al Gran Premio di Lugano, viene trovato positivo all'ormone della crescita ricombinante (recGH). Inizialmente scagionato da un tribunale tedesco, continua a gareggiare e nella stagione 2013, in maglia Meridiana-Kamen, si aggiudica una tappa all'Istrian Spring Trophy e due frazioni e la classifica finale della Settimana Ciclistica Lombarda. Nel marzo 2014, in seguito al ricorso presentato dalla Federciclismo tedesca e accolto presso il Tribunale Arbitrale dello Sport di Losanna, viene però definitivamente squalificato per doping per 8 anni, retroattivamente a partire dalla data di violazione e con decorrenza al 16 agosto 2020. La squalifica sancisce di fatto la fine della carriera professionistica di Sinkewitz.
Nell'agosto 2017 si iscrive al Giro delle Dolomiti, una granfondo, con una tessera temporanea. Viene allontanato prima dell'avvio della terza tappa a causa della squalifica ancora in vigore. A causa della violazione del divieto di correre, viene squalificato dall'UCI per ulteriori quattro anni, fino al 16 agosto 2024.

## Palmarès
- 2000

2ª tappa Giro delle Regioni (Narni > Chiusi)
6ª tappa Giro di Turingia
Classifica generale Giro di Turingia
3ª tappa, 2ª semitappa Grand Prix Tell (Wolfenschiessen > Engelberg, cronometro)
- 2002

Grand Prix Winterthur
- 2004

3ª tappa Giro di Germania (Wangen im Allgäu > St. Anton am Arlberg)
Classifica generale Giro di Germania
Japan Cup
- 2006

1ª tappa 3-Länder-Tour (Erfurt > Kessel)
- 2007

Gran Premio di Francoforte
- 2009

3ª tappa Giro di Sassonia (Aue > Meerane)
Classifica generale Giro di Sassonia
3ª tappa Giro del Portogallo (Fundão > Gouveia)
- 2010

Giro di Romagna
- 2013

2ª tappa Istrian Spring Trophy (Vrsar > Motovun)
1ª tappa Settimana Ciclistica Lombarda (Brembate di Sopra > Valtorta)
2ª tappa Settimana Ciclistica Lombarda (Boltiere > Foppolo)
Classifica generale Settimana Ciclistica Lombarda

### Altri successi
- 2010

1ª tappa Brixia Tour (Palazzolo sull'Oglio, cronosquadre)
- 2013

Classifica a punti Settimana Ciclistica Lombarda
Classifica scalatori Settimana Ciclistica Lombarda

## Piazzamenti

### Grandi Giri
- Tour de France

2005: 59º
2006: 22º
2007: non partito (9ª tappa)
- Vuelta a España

2003: 73º
2004: non partito (9ª tappa)

### Classiche monumento
- Milano-Sanremo

2006: 58º
- Liegi-Bastogne-Liegi

2003: 15º
2004: 33º
2005: 25º
2006: 4º
2007: 28º
- Giro di Lombardia

2003: 8º
2004: 33º
2005: ritirato
2010: ritirato

### Competizioni mondiali
- Campionati del mondo

San Sebastián 1997 - In linea Junior: 38º
Valkenburg 1998 - In linea Junior: 9º
Plouay 2000 - Cronometro Under-23: 33º
Hamilton 2003 - In linea Elite: 16º
Salisburgo 2006 - In linea Elite: 106º